# Pierres (Eure-et-Loir)
Pierres – miejscowość i gmina we Francji, w Regionie Centralnym, w departamencie Eure-et-Loir.
Według danych na rok 1990 gminę zamieszkiwało 2398 osób, a gęstość zaludnienia wynosiła 230 osób/km² (wśród 1842 gmin Regionu Centralnego Pierres plasuje się na 153. miejscu pod względem liczby ludności, natomiast pod względem powierzchni na miejscu 1126.).